# Gmina Skawina
Die Gmina Skawina ist eine Stadt-und-Land-Gemeinde im Powiat Krakowski der Woiwodschaft Kleinpolen in Polen. Ihr Sitz ist die gleichnamige Industriestadt mit etwa 24.300 Einwohnern.

## Geographie

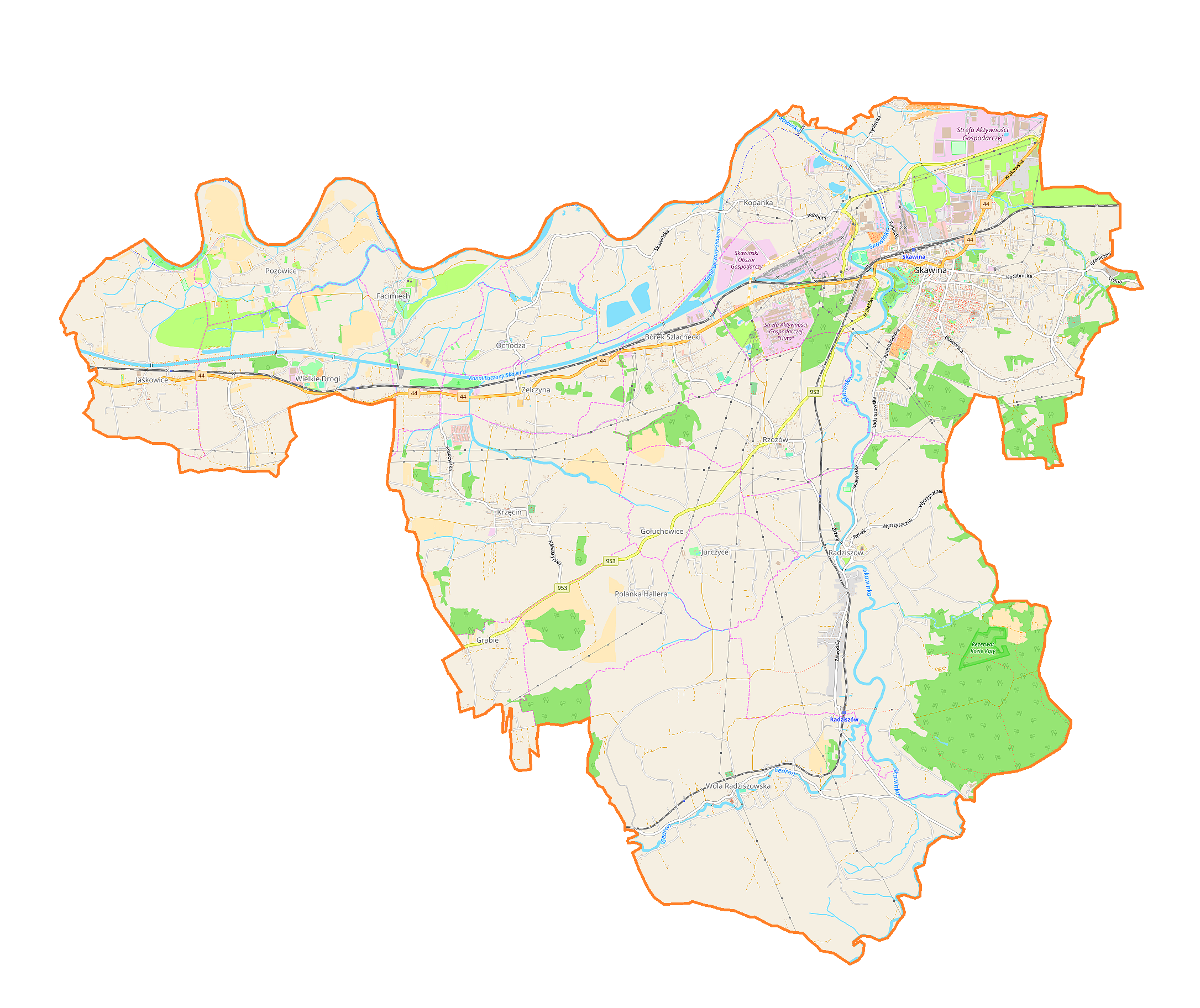
Karte der Gemeinde

Die Gemeinde grenzt im Nordosten an die Großstadt Krakau. Die Nordgrenze der Gemeinde wird durch die Weichsel gebildet, weitere Gewässer sind die Flüsse Skawinka und Cedron. Der Łączany-Kanal ist ein Teil der Wasserstraße Obere Weichsel (Rów Skawiński).

## Geschichte
Von 1975 bis 1998 gehörte die Gemeinde zur Woiwodschaft Krakau.
Das Dorf Jurczyce ist Stammsitz des Adelsgeschlechtes der Jursitzky.

### Partnerstädte
Städtepartnerschaften bestehen seit 1996 auf Vermittlung des Lazarus-Ordens im Rahmen der Polenhilfe mit Hürth, seit 2005 mit Thetford (beide sind auch verbunden), mit Rostok bei Prag (2005), dem slowakischen Turčianske Teplice (1999), Civitanova Marche in Italien (2005) und seit 2008 mit Peremyschljany in der Ukraine.

## Gliederung
Zur Stadt-und-Land-Gemeinde (gmina miejsko-wiejska) gehören neben der Stadt Skawina folgende 16 Dörfer mit einem Schulzenamt:
Borek Szlachecki
Facimiech
Gołuchowice
Grabie
Jaśkowice
Jurczyce
Kopanka
Krzęcin
Ochodza
Polanka Hallera
Pozowice
Radziszów
Rzozów
Wielkie Drogi
Wola Radziszowska
Zelczyna

## Infrastruktur
Skawina hat als größere Industriestadt entsprechende Schulen, ein Kulturhaus, zwei Schwimmbäder und  mit der Gemeinde sechs Anlagen für Ballsport und Leichtathletik dazu Tennisplätze, eine Radrennbahn und einen Jachthafen mit 150 Liegeplätzen.

### Verkehr
Die Schnellstraße DK 44 führt nach Krakau und zur Autobahn A 4. Der Bahnhof von Skawina besteht seit 1890 an der Galizische Transversalbahn. Mit dem internationalen Krakau-Balice ist Skawina mit einer Buslinie verbunden.

## Persönlichkeiten
- Józef Haller (1873–1960), General der 2. Polnischen Republik; geboren in Jurczyce